# Дигори Керк
Ди́гори Кёрк (или Кирк, англ. Digory Kirke) — персонаж серии «Хроники Нарнии» К. С. Льюиса. Фигурирует в трёх книгах «Хроник Нарнии» из семи: «Племянник чародея», «Лев, колдунья и Платяной шкаф» и «Последняя битва». Книги покрывают значительную часть его жизни — от 12 лет до 61 года. Соответственно его образ меняется от обычного мальчика до странного профессора. Любимое выражение «чему только их учат в нынешних школах».
Жители Нарнии называли его Лорд Дигори.

## Прототип
Прототипом Дигори Керка был профессор У. Т. Керкпатрик, у которого Льюис учился и жил с 1914 по 1917.
Частично в образе отражён и сам автор, у которого во время бомбёжек Лондона тоже жили дети знакомых.

## Биография
Родился в 1888 году по земному летоисчислению. До 12 лет жил за городом.

### Племянник Чародея
В 12 лет приехал в Лондон к тете Летиции и дяде Эндрю Кеттерли в связи с отъездом отца в Индию и болезнью матери. Там он знакомится с Полли Пламмер, которая живёт по соседству. Вместе они решают исследовать соседний пустующий дом, однако по ошибке попадают в кабинет дяди Эндрю. Дядя обманом отправляет Полли с помощью жёлтого кольца в неизвестное место. Дигори вынужден последовать за ней. Надев кольцо, он попадает в Лес-между-мирами. Там он находит Полли и предлагает ей исследовать хотя бы один мир. Так они попадают в Чарн, пустой к тому моменту город. Полли сразу же предлагает вернуться, однако Дигори настаивает, чтобы они немного исследовали город. В одном из залов они находят молот и колокол, и Дигори, не устояв перед соблазном заколдованной надписи, звонит в него. Таким образом, он будит королеву Джадис, после чего мир начинает умирать. Дети сбегают из него, однако вместе с ними в Лес-между-мирами, а затем и в наш мир попадает Джадис. Поняв, что в нашем мире её опасно оставлять, Полли и Дигори пытаются вернуть её обратно, однако по ошибке доставляют Джадис в ещё не созданную Нарнию. Чтобы защитить новую страну от Джадис, Дигори вместе в с Полли отправляется в сад, чтобы достать яблоко. Там он вновь встречается с Джадис, которая предлагает вместо того, чтобы принести яблоко Аслану, взять одно для себя или для его больной матери. Однако Дигори удерживается от соблазна, приносит яблоко Аслану и сажает его. Поскольку все это происходит вскоре после рождения Нарнии, яблоня вырастает и даёт первые плоды довольно быстро. Дигори вместе с Полли и дядей Эндрью возвращается домой, а матери приносит плод от посаженного им дерева, после чего она быстро выздоравливает. Сердцевину яблока Дигори закапывает вместе с кольцами в саду. Через полтора месяца Дигори узнает, что умер двоюродный дед его отца, лорд Керк. Отец унаследовал титул и большое поместье, который стал домом его семьи. Он бросил службу и вернулся в Англию.
Полли приезжала на праздники в поместье.
Из сердцевины яблока, посаженной Дигори, выросло дерево, но через какое-то время оно сломалось во время бури. К тому времени лондонский дом уже принадлежал Дигори, и он приказал сделать из обломков платяной шкаф.

### Лев, колдунья и Платяной шкаф
В 1940 году к Дигори, дабы укрыться от бомбёжек Лондона, переезжают четверо детей — Питер, Сьюзен, Эдмунд и Люси. К тому времени он уже стал профессором, но так и не женился. За большим домом следили экономка миссис Макриди и служанки Айви, Маргарет и Бетти.
Однажды к нему приходят Питер и Сьюзен и говорят, что Люси утверждала, будто попала через Платяной шкаф в Нарнию. На что профессор возражает, что у них нет оснований ей не верить. Через некоторое время к нему уже приходят все четверо детей, чтобы объяснить, куда пропали шубы из шкафа, и рассказывают о своих приключениях в Нарнии. Дигори им поверил и сказал, что через Платяной шкаф они больше не пройдут в Нарнию, но попадут ещё туда другими путём: «Кто хоть день правил в Нарнии, тот навсегда король или королева».

### «Покоритель Зари», или Плавание на край света
В 1942 году у Дигори гостил Питер, которому профессор помогал готовиться к вступительным экзаменам. К тому времени профессор сильно обеднел и переехал в маленький однокомнатный коттедж.

### Последняя битва
Дигори Керк и Полли Пламмер собирают всех друзей Нарнии. Во время встречи появляется Тириан, последний король Нарнии, просит о помощи и исчезает. Чтобы выполнить его просьбу, Дигори предлагает откопать кольца. Для этого Питер и Эдмунд отправились в Лондон. Чуть позже Дигори, Полли, Люси, Юстэс и Джил садятся на поезд, чтобы встретиться с Питером и Эдмундом. Однако во время поездки происходит железнодорожная катастрофа, в которой они все погибают. Дигори и Полли вместе с Люси, Питером, Эдмундом, Юстэсом и Джил попадают в истинную Нарнию и становятся снова молодыми.